# Miroslav Řihošek
Miroslav Řihošek (ur. 16 października 1919 w Przerowie, zm. 8 lutego 1997 w Pradze) – czechosłowacki lekkoatleta, dwukrotny medalista mistrzostw Europy w 1946.
Specjalizował się w skoku w dal i trójskoku. Zdobył brązowy medal w skoku w dal na mistrzostwach Europy w 1946 w Oslo, przegrywając jedynie z Olle Laesskerem ze Szwecji i Lucienem Graffem ze Szwajcarii. Drugi brązowy medal wywalczył w sztafecie 4 × 100 metrów. Sztafeta Czechosłowacji biegła w składzie: Mirko Paráček, Leopold Láznička, Řihošek i Jiří David. Řihošek zajął również 8. miejsce w trójskoku. Ustanowił wówczas rekordy Czechosłowacji skoku w dal (7,29 m) i w sztafecie 4 × 100 metrów (42,2 s).
Zdobył brązowy medal w skoku w dal na Akademickich Mistrzostwach Świata w 1947 w Paryżu.
Wywalczył wiele medali w mistrzostwach Czechosłowacji (w tym Czech i Moraw w latach 1939–1944):
- sztafeta 4 × 100 metrów – srebro w 1939, 1943, 1944; brąz w 1945, 1946
- skok w dal – złoto w 1943, 1944; srebro w 1940, 1945, 1946, 1947
- trójskok – złoto w 1943, 1944, 1946; srebro w 1939, 1945, 1947
- dziesięciobój – złoto w 1945

Oprócz wspomnianych wyżej rekordów Czechosłowacji w skoku w dal i sztafecie 4 × 100 metrów ustanowił także rekord swego kraju w trójskoku rezultatem 14,45 m (11 sierpnia 1946 w Pradze).